# Saint Lucia na Letnich Igrzyskach Olimpijskich 2000
Saint Lucia na Letnich Igrzyskach Olimpijskich 2000 reprezentowało 5 zawodników, 3 mężczyzn i 2 kobiety.

## Skład kadry

### Lekkoatletyla
- Ronald Promesse - bieg na 100 m mężczyzn (nie ukończył biegu)
- Dominic Johnson - skok o tyczce mężczyzn (odpadł w kwalifikacjach)
- Vernetta Lesforis - bieg na 400 m kobiet (odpadła w 1 rundzie eliminacji)

### Pływanie
- Jamie Peterkin - 50 m stylem dowolnym mężczyzn (odpadł w eliminacjach)
- Sherri Henry - 50 m stylem dowolnym kobiet (odpadła w eliminacjach)